# Беляев, Тимофей Савельевич
Тимофе́й Саве́льевич Беля́ев (1768—1846) — русский поэт и переводчик башкирского эпоса на русский язык.

## Биография
Родился в 1768 году в с. Ташлы Оренбургского уезда Оренбургской губернии.
Являлся крепостным слугой прокурора Оренбургской губернии Н. И. Тимашева.
Окончив Ташлыское сельское училище, занимался воспитанием сына уфимского губернатора прокурора Н. И. Тимашева.
В 1812 году им была издана в Казани книга «Куз-Курпяч. Башкирская повесть, писанная на башкирском языке одним кураичем и переведенная на российский в долинах гор Рифейских 1809 года», ставшая одной из первых литературных обработок башкирского эпоса «Кузыйкурпяс и Маянхылу».
В «Прибавлении» к книге он написал, что продолжает работу по переводу башкирских преданий.
Сохранилась рукопись Беляева Т. С. «Мои вечера: Сказки башкирские».
Автор «Песни Кураича гор Рифейских», изданной в 1813 году. В книге повествуется об участии башкирского народа в Отечественной войне 1812 года. Является автором ряда стихотворений.